# Domiati
Domiati, también conocido Gibbneh Beda como queso blanco (Árabe Egipcio: جبنة بيضا gebna bēḍa [ˈɡebnæ ˈbeːdɑ]), es un suave queso blanco salado, es un queso artesanal preparado con leche cruda o pasteurizada de vaca, cabra y búfala de agua.

## Origen
Hecho principalmente en Egipto desde hace por lo menos 2.300 años, el Domiati se lo considera el queso nacional de este país, aunque también es muy popular en los países vecinos del Mediterráneo pero también en Sudán y otros países del Medio Oriente. Por lo general, a base de leche de búfalo, leche de vaca o una mezcla, también se puede obtener de otras leches, como la leche de oveja, cabra o camello. Es el queso egipcio más común. A diferencia del queso feta y otros quesos blancos, la sal se agrega directamente a la leche, antes de agregar el cuajo. Lleva el nombre de la ciudad portuaria de Damietta (también deletreada Damiata o Domyat).

## Preparación
Existen variaciones del queso Domiati que puede ser semiblando a semiduro, prensado sin cocinar. Se lo comercializa en varias formas cilíndricas y en bloques pequeños, es envasados en recipientes cubiertos con suero de sal, sin corteza y de color blanco. El queso Domiati llega a oscurecerse con el tiempo y se transforma en un queso maduro, con una textura firme, suave y ligeramente desmenuzable. El sabor del queso Domiati recién preparado es fresco, tiene una consistencia lechosa, y puede ser muy salado. Debe de estar almacenando de uno a tres meses luego está listo para comer, aunque también puede permanecer durante hasta doce meses almacenado, con el paso del tiempo este queso adquiere mejor sabor.
El Domiati es el queso más popular en Egipto, y se lo incorpora a muchas preparaciones típicas, como el sambousak, una pasta frita fina rellena con queso. Domiati es el queso blanco más importante de la leche fresca de vaca y búfala. El paso único en su fabricación es la adición de (10-14%) de sal directamente a la leche de queso antes del cuajado. El rendimiento es altamente dependiente de la calidad y temporada de producción de leche. El queso se consume después de tres meses (semi madurado) o después de 6 meses (bien maduro). Su producción necesita gran capital. Debido a los altos precios de las leches y al costo de maduración.